# Gary Knopp
Gary Allan Knopp (Whitefish, 14 de julio de 1957 - Soldotna, 31 de julio de 2020) fue un político estadounidense que sirvió en la Cámara de Representantes de Alaska del distrito 30 como miembro del Partido Republicano.

## Primeros años
Knopp nació el 14 de julio de 1957 en Whitefish, Montana. En 1979, se mudó a Alaska.

## Carrera profesional
Knopp fue elegido miembro de la Asamblea del condado de la península de Kenai en Alaska en 2006, sirviendo hasta 2012 (incluidos dos años como presidente de la asamblea), cuando se retiró para postularse sin éxito para la Cámara de Representantes. Knopp ganó un tercer mandato en la Asamblea en 2015 y se postuló con éxito para la Cámara en 2016.

### Cámara de Representantes de Alaska
Knopp renunció a la Asamblea el 3 de enero de 2017 y prestó juramento como representante ese mismo mes.
En diciembre de 2018, Knopp abandonó el caucus republicano en la Cámara de Representantes para impulsar una coalición bipartidista. El 17 de mayo de 2019, fue censurado por el Comité Central Estatal del Partido Republicano de Alaska debido a su papel en la formación de una coalición mayoritaria en la Cámara de Representantes con miembros del Partido Demócrata de Alaska.
Durante la 30.ª sesión de la Cámara de Representantes de Alaska, de 2017 a 2019, Knopp se desempeñó en Administración, Universidad de Alaska, Comercio, Desarrollo económico y comunitario, Desarrollo laboral y de la fuerza laboral, Ingresos, Asuntos estatales, Política ártica, Desarrollo económico y Turismo. y comités de Trabajo y Comercio. Durante la 31.ª sesión, de 2019 a 2020, se desempeñó como presidente de los comités de Recursos Naturales, Trabajo y Desarrollo de la Fuerza Laboral y como miembro del comité de Finanzas.

## Vida personal
Knopp estaba casado con Helen. Falleció el 31 de julio de 2020, cuando su avión privado Piper PA-12 Super Cruiser chocó con un deHavilland DHC-2 Beaver propiedad de High Adventure Air Charter, cerca de Soldotna, Alaska. Los seis ocupantes del otro avión también murieron en el accidente. Una investigación de la Junta Nacional de Seguridad en el Transporte (NTSB) indicó que Knopp había golpeado al Beaver en el extremo de popa del fuselaje, que había despegado poco después del Beaver, que su avión no estaba debidamente registrado y que a Knopp se le había negado un examen médico. certificado en 2012 por problemas de visión. El accidente se cobró la vida de 6 personas inocentes además de Knapp.